# Trädgårdssnigel
Trädgårdssnigel (Arion distinctus) är en art i familjen skogssniglar (Arionidae).

## Kännetecken
Djuret når en kroppslängd mellan 3 och 5 centimeter. På snigelns rygg finns glest fördelade färgpigment som ger denna kroppsdel ett gul- till brungrått utseende. Längs varje sida går en mörk strimma som skiljs från ryggen genom en ljusare strimma. Djurets undersida är ljus.

## Utbredning och habitat
Trädgårdssnigelns utbredningsområde täcker hela Väst- och Centraleuropa, i sydöst förekommer arten till Bulgarien och i nordöst till Baltikum. I Skandinavien lever den bara i södra delen. Djuret blev av människan infört i Nordamerika. Snigeln är en typisk kulturföljare och lever i trädgårdar, parker och på odlingsmark.

## Systematik
Tidigare betraktades Arion distinctus och Arion hortensis som en och samma art men idag skiljs vanligen mellan två arter. En synonym för artnamnet är Arion cottianus, Pollonera 1889.